# Sally Mann
Sally Mann, född 1 maj 1951 i Lexington, Virginia, är en amerikansk fotograf.
Hon blev först känd för sitt konstnärliga projekt Immediate Family där hon fotograferade sina egna barn avklädda, på ett både bokstavligt och symboliskt sätt. Ett helt annat område för hennes fotografier har varit den amerikanska söderns landskap som utmynnade i utställningen Mother Land från 1997. Hon har även intresserat sig för döden i sina fotografier, där motiv som hennes döda hund och förmultnade lik förekommer.
Manns fotografier finns hos många stora konstsamlingar, varav några är Metropolitan Museum of Art och Museum of Modern Art i New York. Många av hennes fotografier har dock varit mycket kontroversiella. Hennes andra och tredje publicerade samlingar At Twelve: Portraits of Young Women och Immediate Family har av kritiker beskyllts för att vara barnpornografiska.
Mann fotograferar mestadels med en 8x10 storformatskamera. Hon har prövat på en mängd olika tekniker för framställning av fotografierna, och kopierat med egna kemikalier. Hon har inte arbetat digitalt med fotografi och har även sagt sig vara ointresserad av tekniken.
År 2001 utsågs Mann till årets amerikanska fotograf av tidningen TIME. TV-bolaget BBC gjorde 2006 en dokumentärfilm om hennes karriär. Hon vann Prix Pictet 2021.

## Utställningar
- Immediate Family 1985–1994,
- Deep South 1997
- Mother Land 1997
- What Remains 2003

Mann finns representerad vid bland annat Moderna museet, Victoria and Albert Museum, Metropolitan Museum, Museum of Modern Art, Cleveland Museum of Art, San Francisco Museum of Modern Art, Nelson-Atkins Museum of Art, Guggenheimmuseet, Philadelphia Museum of Art, National Gallery of Art, Smithsonian American Art Museum, Art Institute of Chicago, Whitney Museum of American Art och Minneapolis Institute of Art.